# SsangYong Kyron
Il SsangYong Kyron è uno Sport Utility Vehicle prodotto dalla casa automobilistica coreana SsangYong Motor Company dal 2005 al 2011 (fino al 2014 nello stabilimento russo).

## Il contesto
Presentata al salone dell'automobile di Francoforte del 2005 il Kyron utilizza la stessa piattaforma della più grande Rexton. La progettazione della Kyron inizia nel febbraio 2002 con il nome in codice D100.
La vettura era inizialmente commercializzata in italia con un'unica motorizzazione diesel di 1998 cm³ a 4 cilindri in linea, derivata dal 2.7 a 5 cilindri del Rexton di origine Mercedes-Benz, identificata dalla sigla XDI. La potenza di 141 cavalli (104 kw) viene trasmessa alle quattro ruote motrici tramite un cambio manuale a 5 rapporti più 5 ridotte oppure tramite il cambio automatico sequenziale sempre con 5 rapporti con ridotte, denominato T-Tronic. Raggiunge una velocità massima di 167 km/h ed emissioni pari a 204 grammi di anidride carbonica emessa al chilometro nel ciclo combinato.

## Restyling 2007

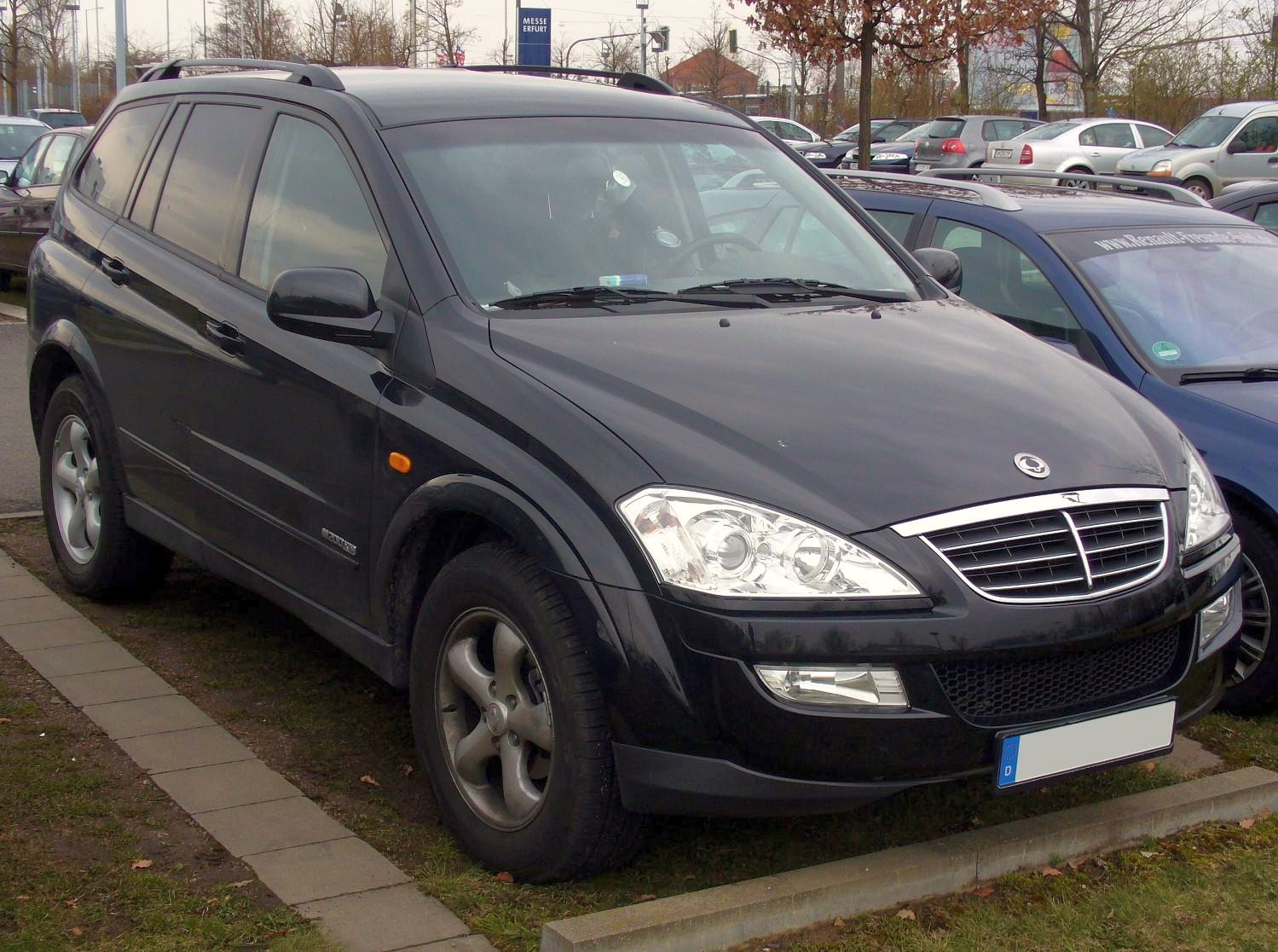
Kyron versione restyling

Con il restyling (codice progettuale D200) alla vettura viene ridisegnato il frontale, la fanaleria posteriore e parte degli interni. Viene aggiunta una motorizzazione diesel di 2,7 litri (2.696 cm³) da 165 cavalli (121 kw), siglata XDI. Abbinato al solo cambio automatico T-tronic, la vettura raggiunge i 174 km/h ed emette 242 grammi di CO2 al chilometro nel ciclo misto. Per l'occasione la sigla della motorizzazione 2,0 litri muta in XVT per non creare confusione con la motorizzazione più grande.
Uscita di produzione in Corea nel 2011 ha continuato a essere prodotta in Russia sino al 2014.